# R. Barton Adamson & Co
Die R. Barton Adamson & Co Ltd war ein britischer Automobilhersteller, der von 1912 bis 1925 in Enfield (Middlesex) Kleinwagen herstellte.
Der erste Wagen von 1912 besaß eine „Bullnose“ und einen V2-Motor mit 1078 cm³ Hubraum und einer Leistung von 9 bhp (6,6 kW) oder einen Vierzylindermotor mit 1074 cm³ Hubraum von Alpha in Coventry. Die Hinterräder wurden über ein Dreiganggetriebe und Riemen angetrieben. Im Ersten Weltkrieg wurde stattdessen ein Vierzylindermotor mit 1496 cm³ eingebaut und ab 1920 einer mit 1327 cm³. 1920 kostete der Wagen £ 375, 1924 waren es nur noch £ 210.
Die letzten Wagen ab 1923 waren „Twin-Cars“, die im Prinzip aus zwei aneinander montierten Seitenwägen bestanden, wobei der Fahrerplatz rechts war. Sie wurden von einem 1078 cm³-V2-Motor von Anzani mit Kettenantrieb angetrieben.
Angaben über Produktionszahlen gibt es nicht.

## Modelle
| Modell  | Bauzeitraum | Zylinder | Hubraum  | Radstand | Gewicht                  |
| ------- | ----------- | -------- | -------- | -------- | ------------------------ |
| 9 hp    | 1914–1915   | 2 V      | 1078 cm³ | 2591 mm  | 394 kg                   |
| 9 hp    | 1915        | 4 Reihe  | 1074 cm³ | 2591 mm  | 394 kg                   |
| 10 hp   | 1916        | 4 Reihe  | 1496 cm³ | 2591 mm  |                          |
| 11,9 hp | 1920–1922   | 4 Reihe  | 1327 cm³ | 2845 mm  | 305 kg (nur Fahrgestell) |
| 9 hp    | 1923–1924   | 2 V      | 1078 cm³ | 2286 mm  |                          |